# Anton Ebert

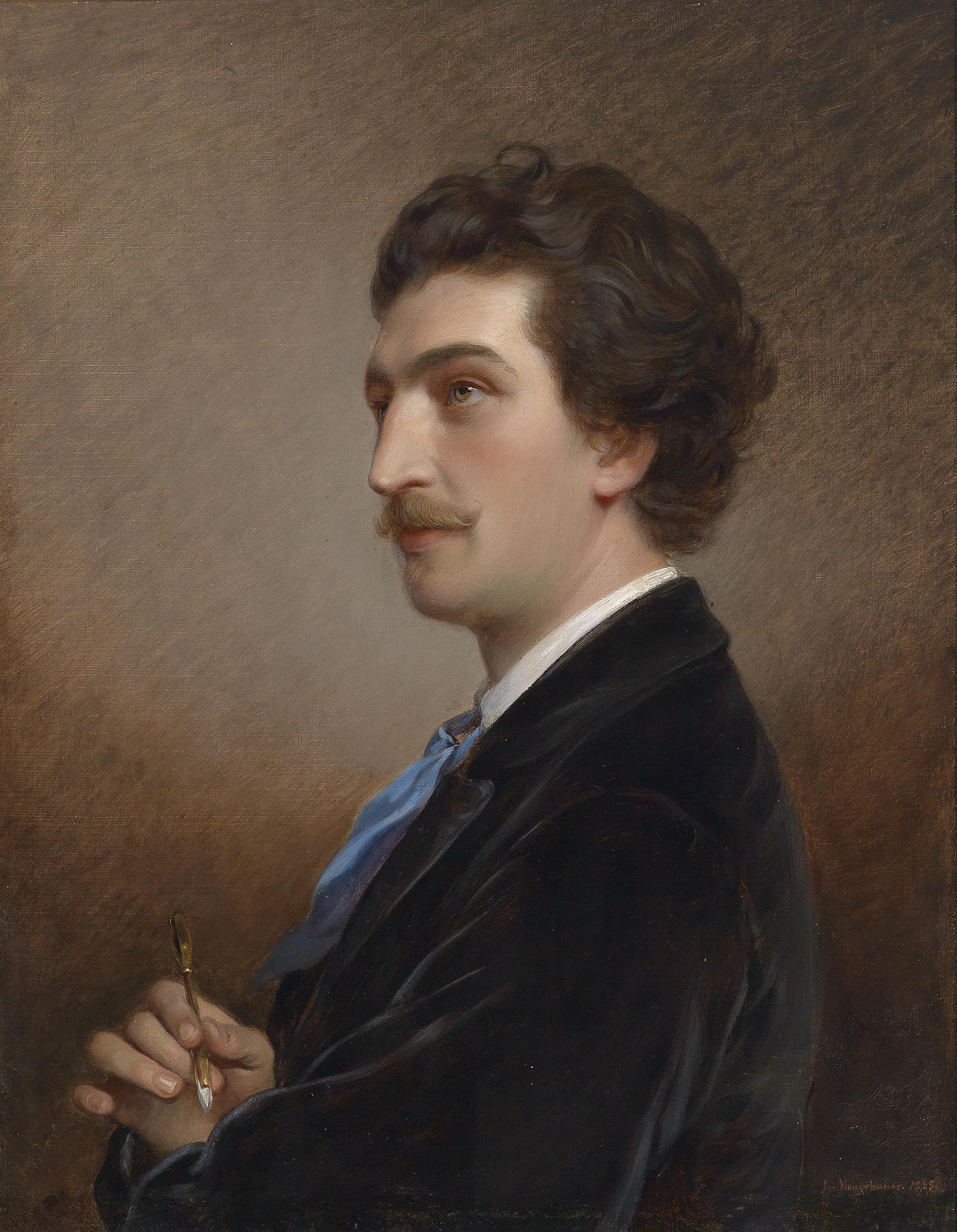
Josef Neugebauer: Portrét Antona Eberta (1865)

Anton Ebert (*29. června 1835, někdy uváděno 1845, Kladruby u Stříbra – 16. června 1896, Vídeň) byl německy hovořící rakouský portrétista, figuralista žánrových scén a krajinář, narozený v Čechách.

## Život
Anton Ebert se narodil na zámku v Kladrubech u Stříbra jako třetí syn Adolfa Eberta, ředitele tachovského panství knížete Alfréda II. Windischgrätze. Jeho otec projevoval výtvarné nadání jako grafik. O svěřených statcích a lesích vydal knihu, ilustrovanou vlastními dřevoryty, a podobnými ilustracemi také přispíval do časopisů. Prvorozený syn Ludwig (* 1834) se věnoval hudbě, na pražské konzervatoři vystudoval hru na violoncello, absolventský koncert měl na Žofíně, stal se sólistou dvorní kapely v Oldenburgu a poté hudebním skladatelem v Kolíně nad Rýnem. Anton absolvoval reálku, po ní byl přijat na Akademii výtvarných umění v Praze do speciálky historické malby profesora Kristiána Rubena. Na náklady knížete Alfreda II. Windischgrätzee dále pokračoval jeden a půlročním studiem na akademii ve Vídni.
Studoval tam figurální malířství u prof. Ferdinanda Georga Waldmüllera na vídeňské Akademii. Poté podnikl studijní cestu do Pinakotéky v Mnichově, odtud odcestoval do Oldenburgu. Po návratu do Čech namaloval portrét císaře Františka Josefa I. v životní velikosti do zasedací síně radnice v Tachově, oltářní obraz ukřižovaného Krista pro tachovský klášterní kostel (františkánů?) a pro říšskou slavnost v Mohuči portrétoval Alfréda Candida Windischgrätze († 1862). K jeho nejstarším dochovaným obrazům patří Odpočinek v údolí řeky Mže v rodném Tachovsku. Další studijní cestu podnikl ve druhé polovině 60. let do Říma a na pobřeží jižní Itálie. Zážitek z ní namaloval v Římě mj. na obraze Rybář z Amalfi z roku 1869.
Dále pracoval většinu života jako portrétní malíř a figuralista ve Vídni, bydlel nejdříve ve Vídni v ulici Theresianumgasse, kde namaloval například zedníka na střeše domu s výhledem na Vídeň) a později se přestěhoval do umělecké kolonie v Penzingu. Od roku 1862 byl členem spolku Künstlerhaus ve Vídni, s nímž pravidelně vystavoval. Neztratil kontakt s kulturním prostředím v Čechách: portrétoval Alfréda Mikuláše Windischgrätze, již zmíněného Alfréda II. Augusta a hraběnku Dürckheim-Montmartin (neidentifikoévaná podobizna).  Vystavoval v Praze a roku 1859 se ucházel o stipendium Klárovy nadace. Ve Vídni portrétoval hraběnku Pálffyovou a obraz vystavil k otevření nové budovy vídeňské Akademie.

## Dílo
Ebert převzal od svého učitele Waldmüllera zálibu v malbě žánrových obrazů a skupinových portrétů období biedermeieru. Jeho rané vícefigurové kompozice však někdy působí příliš strnule.
Větší proslulosti dosáhl jako portrétní malíř, zejména dam a dětí. Je také autorem oficiálních portrétů knížecí rodiny Alfreda Augusta Windischgrätze (*1851), velkého portrétu císaře Františka Josefa I. pro Tachov a miniatury na slonovině, portrétu americké operní pěvkyně Minnie Hauck nebo dvou autoportrétů z let 1875 a 1889.
V 70. letech již studoval v plenéru denní světlo, namaloval portrét u sluncem zalitého okna (Šijící dáma), ostré sluneční světlo na dvorku (Babiččino uzdravení), u studny i ve volné přírodě. Uvolněným rukopisem zachycoval žánrové scény z přírody (Malý záškolák v alpské krajině), nebo krajiny v okolí Vídně. Současně pokračoval v tradičním stylu komerčními zakázkami reprezentačních portrétů dam v bohatých historických kostýmech, mytologickými i náboženskými náměty.
Pokud nejde jen o shodu jmen, pak překvapivě dospěl až k postimpresionismu (je mu připisován Poloviční akt v Berlínské galerii).
Podobně jako Václav Brožík patřil ve své generaci k vyhledávaným portrétistům vyšších společenských vrstev a jeho díla se často prodávají v aukcích.

## Sbírky
- Vídeň: Rakouská galerie Belvedere
- V českých zemích se dochovaly jednak odkazy sběratelů umění do státních institucí (Národní galerie, Moravská galerie v Brně[8]), a také oltářní obrazy, například v kostelech sv. Petra v Kladrubech (1882-84), nebo v Lašovicích u Písku (1860)

## Obrazy (výběr)
- Údolí řeky Mže u Tachova, 1858
- Rybář z Amalfi, Řím 1869 [9]
- Slepý houslista (Hudební dostaveníčko v parku), 1870 [10]
- Babiččino uzdravení (Großmutters Genesung), 1872 (?)[11]..
- Kuřák, 1875, Národní galerie v Praze, dar Vincence Daňka
- U lesního pramene, 1876, Národní galerie v Praze, odkaz Josefa Hlávky
- V Schönbrunnu (Am Schönen Brunnen), 1878
- Portrét dámy, 1884, Narodni muzej Slovenije, Ljubljana
- Starý mládenec (Nesthocker), 1885.
- Venkovské děti u studny, nedatováno[12]
- Portrét zpěvačky Minnie Hauckové (Porträt der Sängerin Minnie Hauck)
- Portrét zpěvačky Josefiny Wessely, před 1887, Rakouská galerie Belvedere Vídeň
- Básnířka Sapfó a její múza, [13]
- Pouliční prodavačka melounů[14]
- Odaliska s vodní dýmkou, nedatováno
- Autoportrét, 1889, Rakouská galerie Belvedere, Vídeň

## Galerie

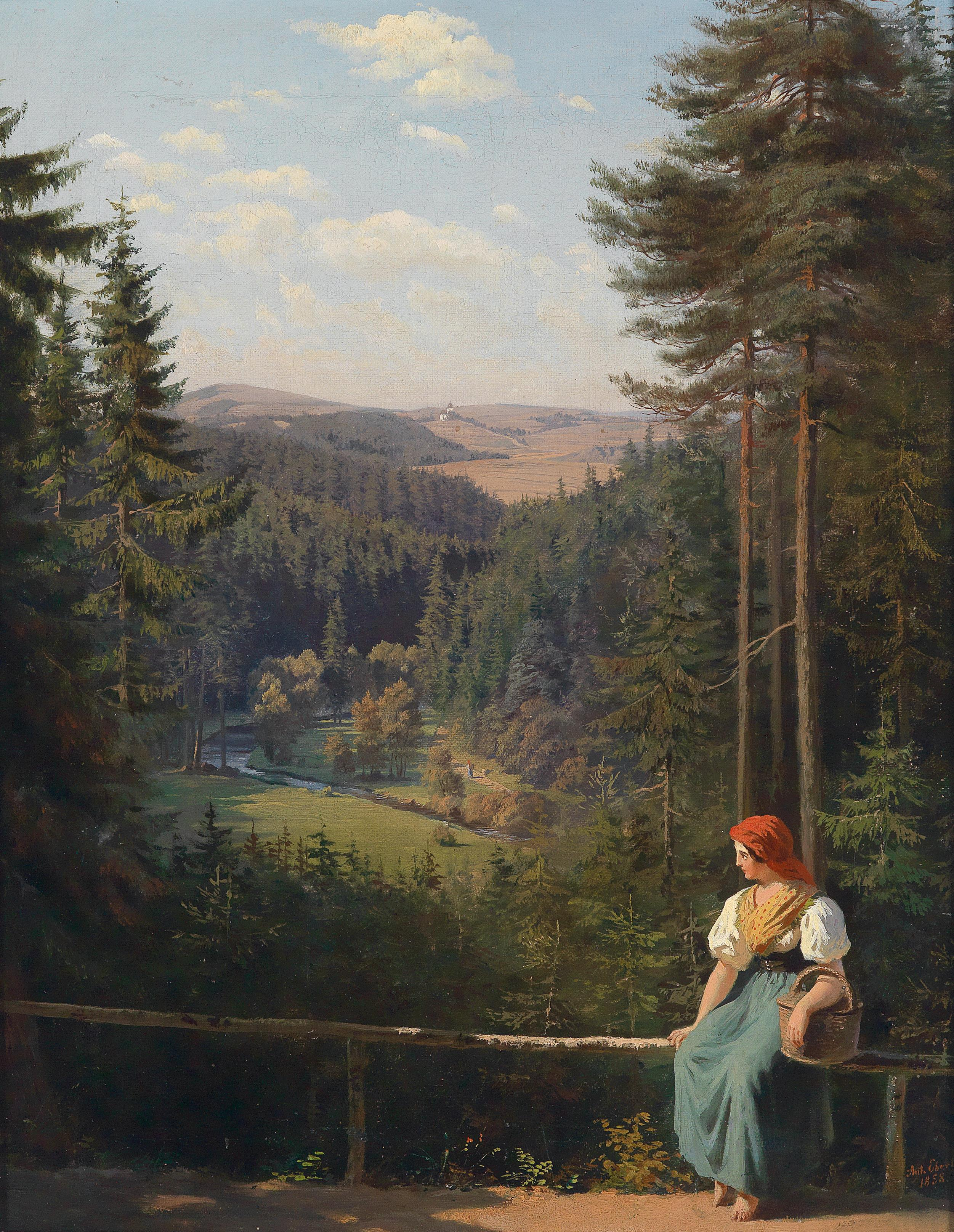
Údolí Mže u Tachova, 1858
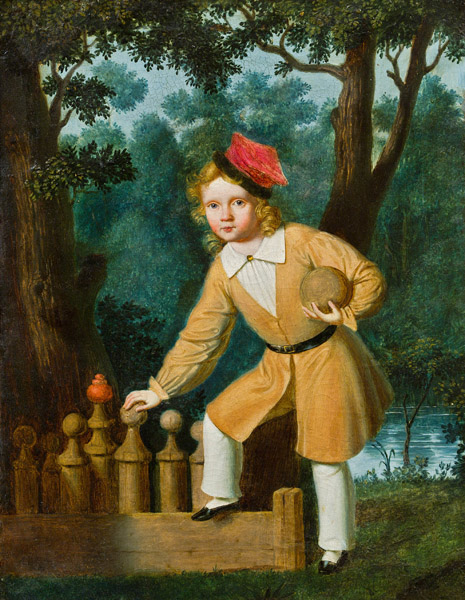
Chlapec s kuželkami 1876
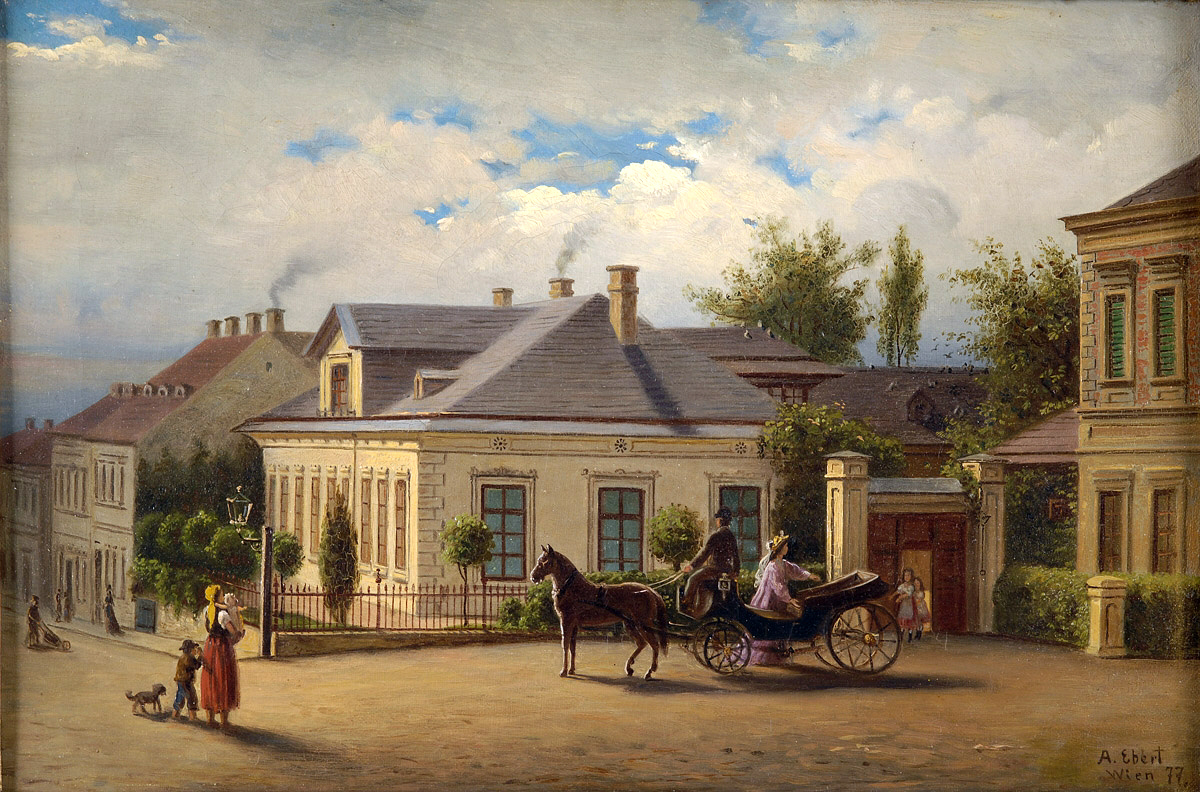
Obytný dům umělců v Penzingu, 1877
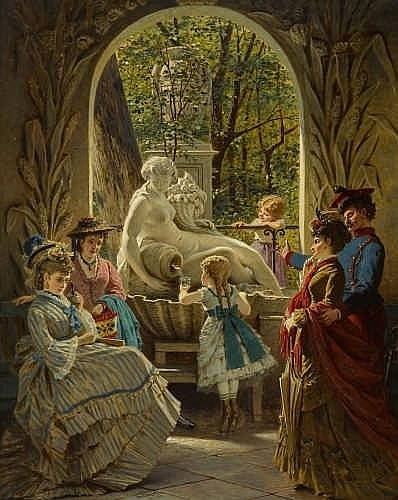
U studny v Schönbrunnu, 1878
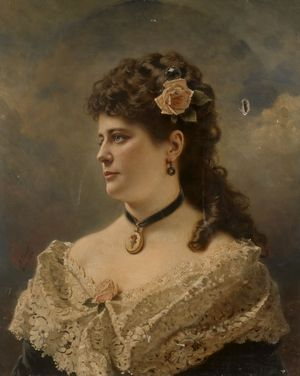
Portrét dámy, 1884
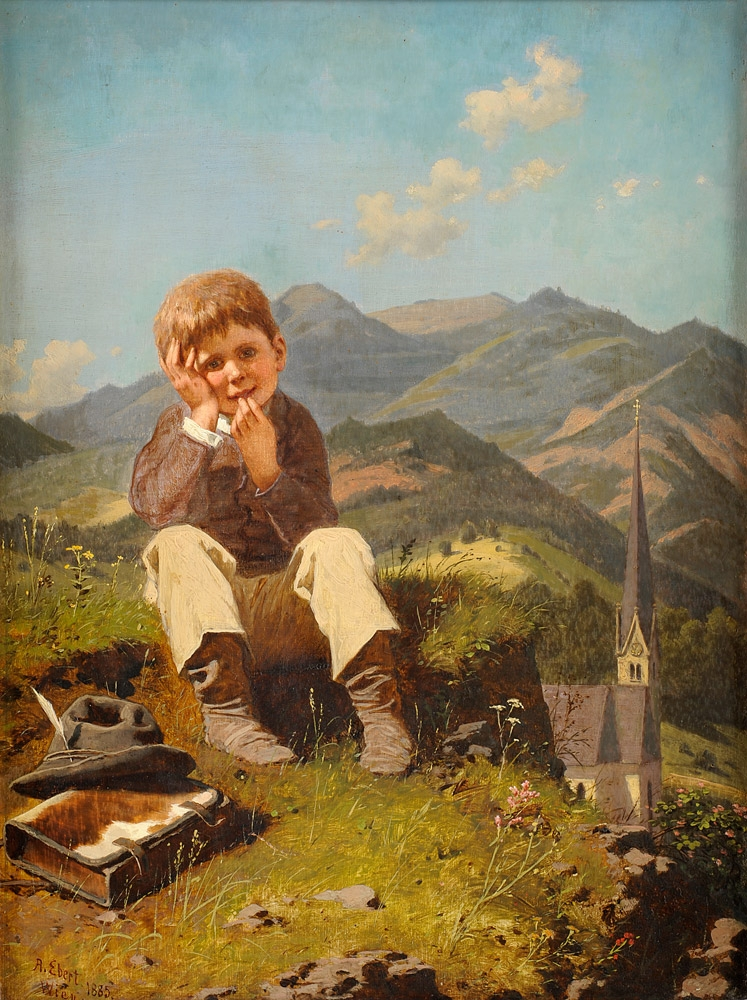
Malý záškolák, 1885
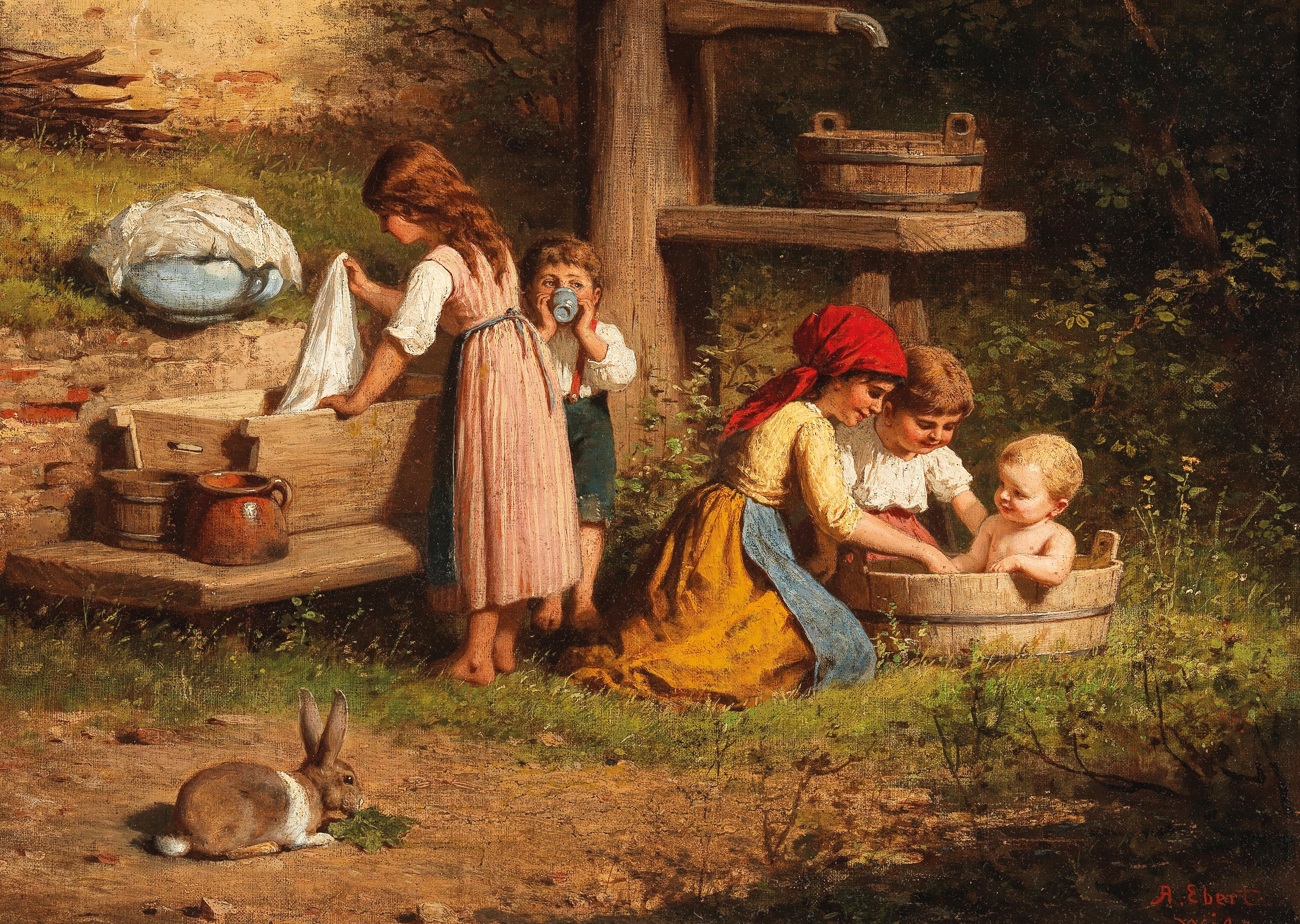
Venkovské děti u studny
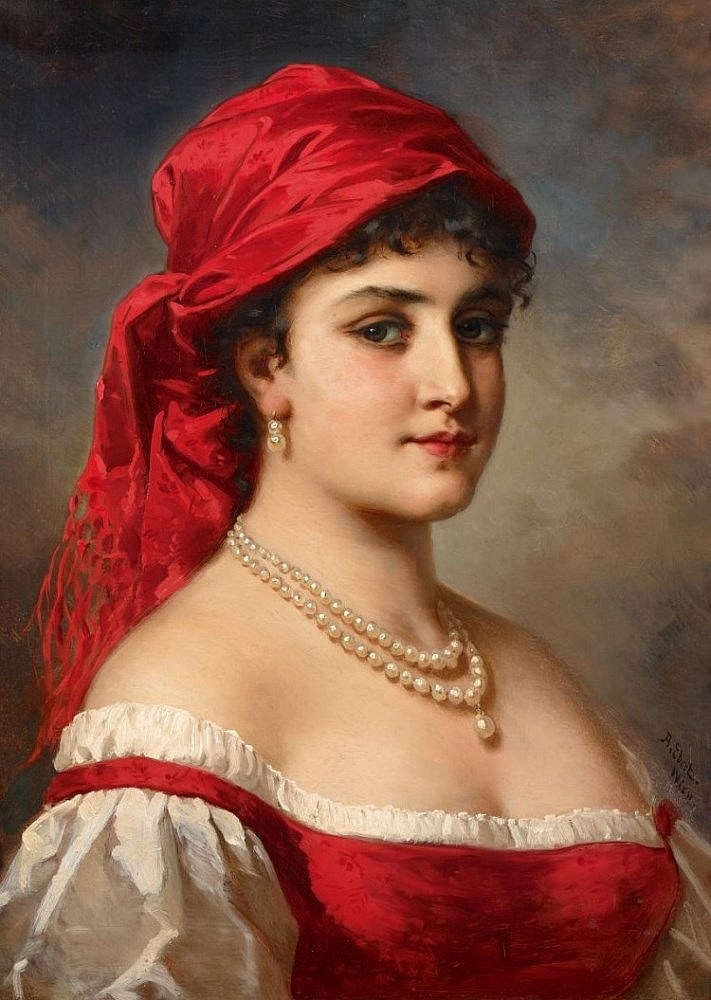
Portrét dívky v červeném, před 1896
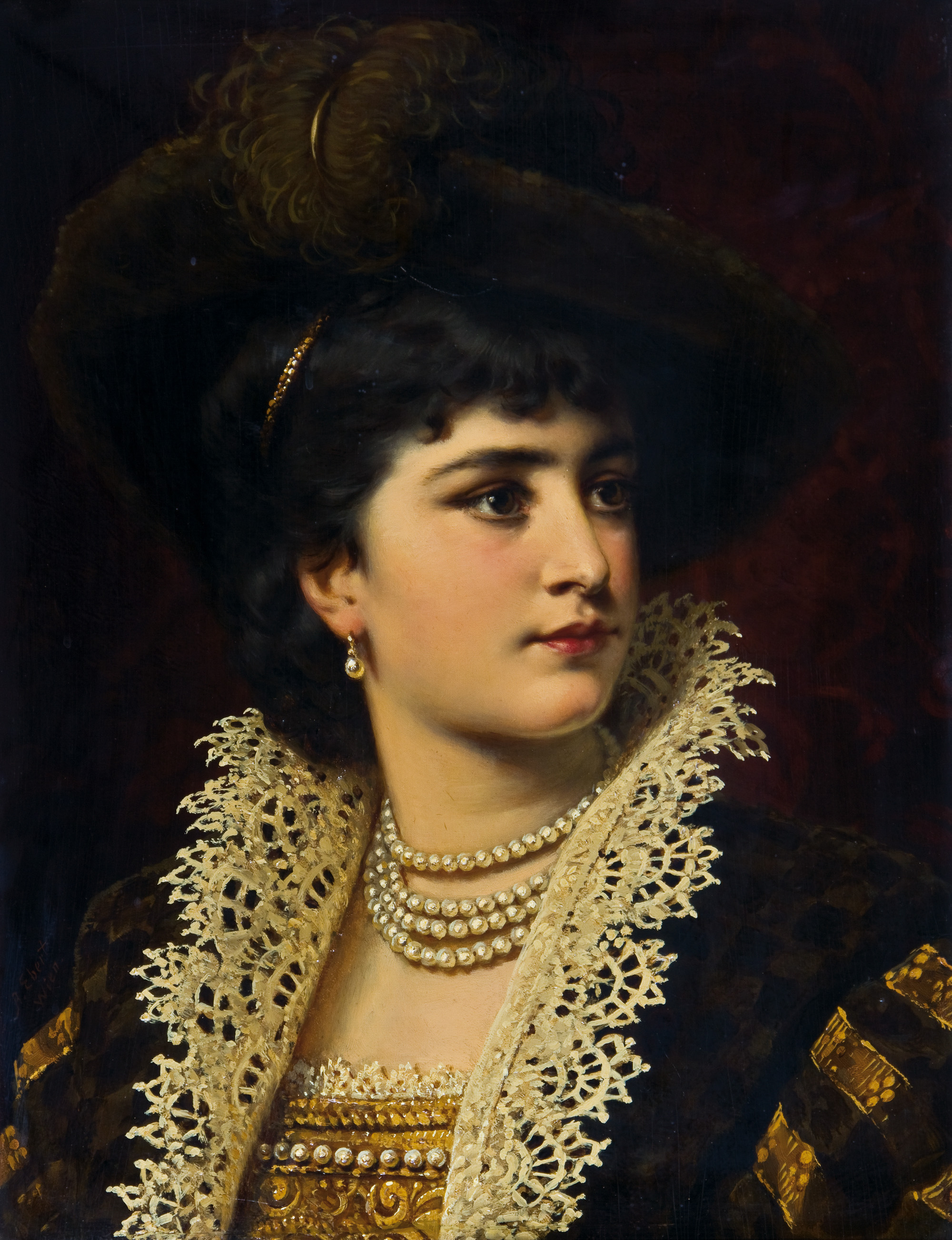
Portrét dámy
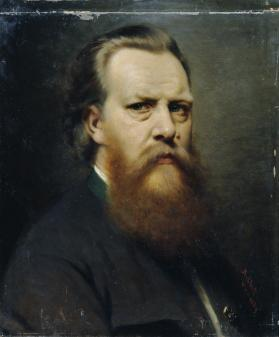
Autoportrét, 1889
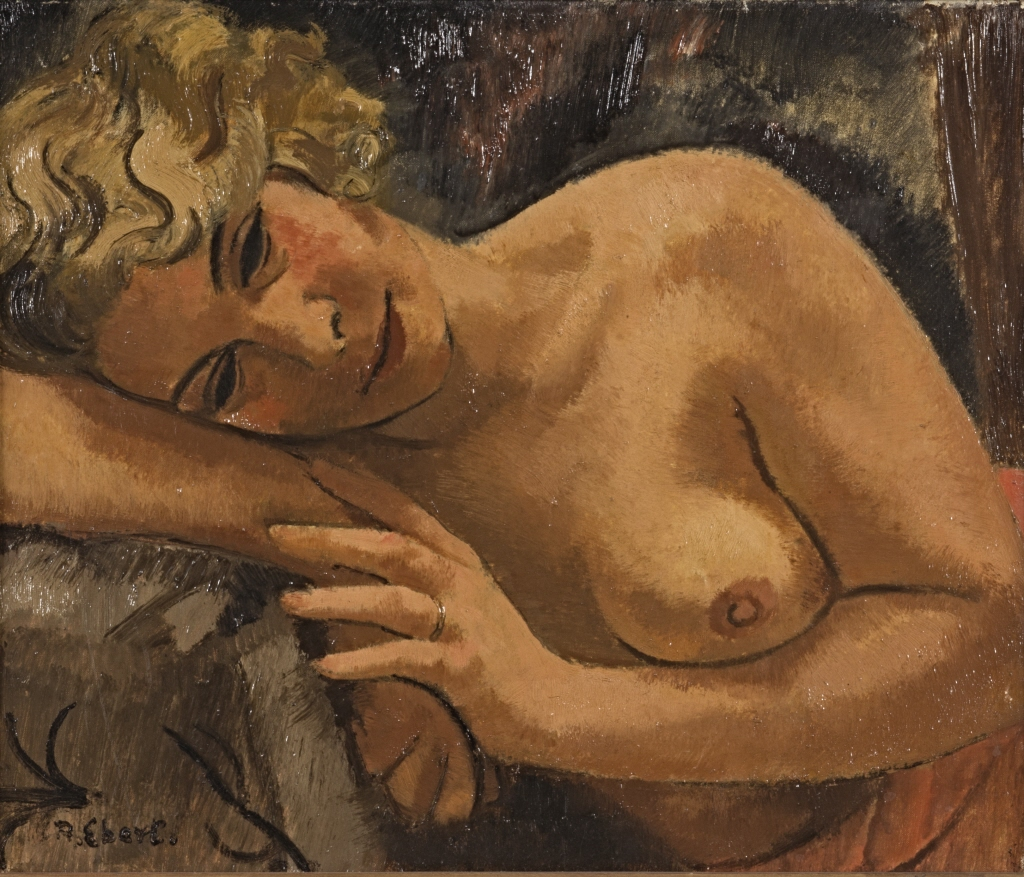
Poloviční akt, 1896